# Pilaria
Pilaria är ett släkte av tvåvingar som beskrevs av Paul Ernst Emil Sintenis 1889. Pilaria ingår i familjen småharkrankar.

## Dottertaxa tillPilaria, i alfabetisk ordning[1][2]
- Pilaria albopostica
- Pilaria alboposticata
- Pilaria amica
- Pilaria arguta
- Pilaria brevitarsis
- Pilaria brevivena
- Pilaria brooksi
- Pilaria carbonipes
- Pilaria chionomera
- Pilaria chionopoda
- Pilaria coorgensis
- Pilaria decolor
- Pilaria discicollis
- Pilaria dorsalis
- Pilaria flava
- Pilaria formosicola
- Pilaria fuscipennis
- Pilaria harrisoni
- Pilaria humeralis
- Pilaria hypermeca
- Pilaria imbecilla
- Pilaria melanota
- Pilaria meridiana
- Pilaria microcera
- Pilaria nigropunctata
- Pilaria perelongata
- Pilaria phaeonota
- Pilaria quadrata
- Pilaria recondita
- Pilaria rubella
- Pilaria scutellata
- Pilaria sordidipes
- Pilaria stanwoodae
- Pilaria stigmosa
- Pilaria subalbipes
- Pilaria tenuipes
- Pilaria tiro
- Pilaria tokionis
- Pilaria vermontana